# Cyrtodactylus cucphuongensis
Espèce
Cyrtodactylus cucphuongensis est une espèce de geckos de la famille des Gekkonidae.

## Répartition
Cette espèce est endémique de la province de Ninh Bình au Viêt Nam.

## Étymologie
Son nom d'espèce, composé de cucphuong et du suffixe latin -ensis, « qui vit dans, qui habite », lui a été donné en référence au lieu de sa découverte : le parc national de Cuc Phuong.

## Publication originale
- Ngo & Onn, 2011 : A new karstic cave-dwelling Cyrtodactylus Gray (Squamata: Gekkonidae) from Northern Vietnam. Zootaxa, n. 3125, p. 51–63.